# Carl Olof Frunck
Carl Olof Frunck, född 16 mars 1909 i Hedvig Eleonora församling i Stockholm, död 5 januari 1981 i Oscars församling i Stockholm, var en svensk jurist.
Carl Olof Frunck var son till direktören Carl Frunck och Eva Strandin. Efter studentexamen 1927 och avlagd juris kandidat-examen 1935 gjorde han sin tingsmeritering vid Stockholms rådhusrätt 1936–1937. Han blev biträdande jurist hos advokat W Kjellström i Stockholm 1937 och bedrev sedan egen advokatverksamhet från 1938. Han blev ledamot av Sveriges advokatsamfund 1943. Han avlade reservofficersexamen 1929 och blev ryttmästare vid Norrlands dragonregementes (K 4) reserv 1942.
Han var styrelseordförande i Ragnar Berg AB, SELFA, System Paulin AB, AB Tranås kontorsmöbler och kommanditbolaget Riddaren C O Franck & C:o. Han var styrelseledamot i ett flertal svenska och utländska aktiebolag. Vidare var han vice ordförande i Svenska arméns och Flygvapnets reservofficersförbund 1950–1955. Han hade också flera utmärkelser.
Frunck var gift första gången 1936–1941 med journalisten Marga Lettström (1911–2011), dotter till överintendent Harald Lettström och Gerda Svanström samt omgift först med Georg Rydeberg och sedan med kapten Berndt Lundmark. Tillsammans med henne fick han en son: journalisten Christer Frunck (1937–2011).
Andra gången gifte han sig 1942 med Ingrid Nyberg (1919–2004), dotter till kamrer Knut Nyberg och Frida Larsson. De fick sonen Göran (född 1942) och dottern Christina (född 1946).
Han är begravd på Skogskyrkogården i Stockholm tillsammans med andra hustrun.